# Tetrica fasciatifrons
Tetrica fasciatifrons är en insektsart som beskrevs av Melichar 1906. Tetrica fasciatifrons ingår i släktet Tetrica och familjen sköldstritar. Inga underarter finns listade i Catalogue of Life.